# 上贝格县
上贝格县（德語：Oberbergischer Kreis；得名于贝格）是德国北莱茵-威斯特法伦州南部的一个县，隶属于科隆行政区，首府古默斯巴赫。

## 地理
上贝格县西面与莱茵-贝格县，北面与雷姆沙伊德市、伍珀塔尔市和恩讷珀-鲁尔县，东面与梅基施县和奥尔珀县，南面与莱茵兰-普法尔茨州的阿尔滕基兴县，西南面与莱茵-锡格县相邻。